# Légende d'Hiram
La légende d'Hiram en franc-maçonnerie est le thème qui sert au rite de passage que vit le récipiendaire (compagnon) pour accéder à la « Maîtrise ». Au début du XVIIIe siècle, on voit apparaître dans les rituels du troisième grade de la franc-maçonnerie un mythe maçonnique reprenant le personnage biblique d'Hiram, dont elle fait l'architecte du Temple de Salomon.

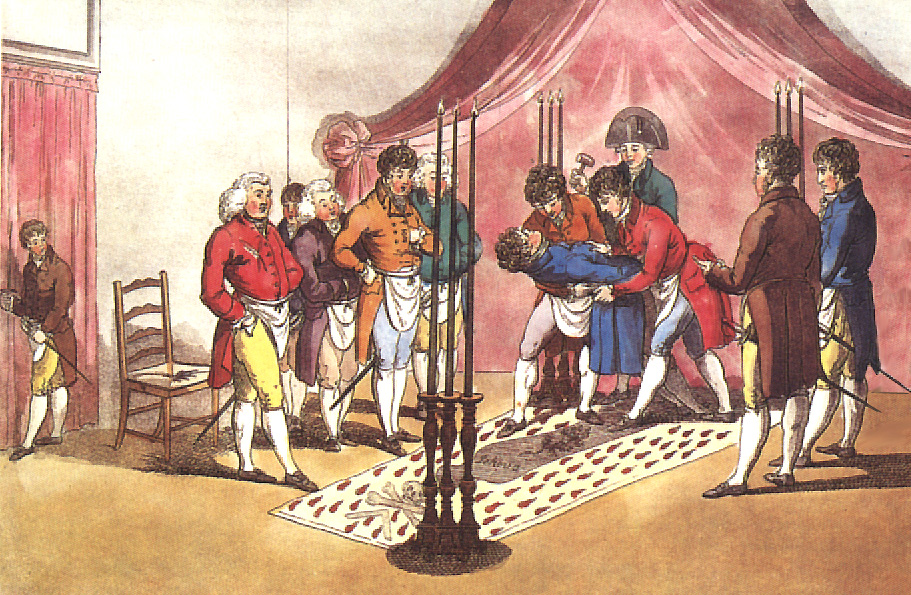
Initiation au troisième grade de la franc-maçonnerie vers le début du XIX.

## Personnage d'Hiram dans la Bible

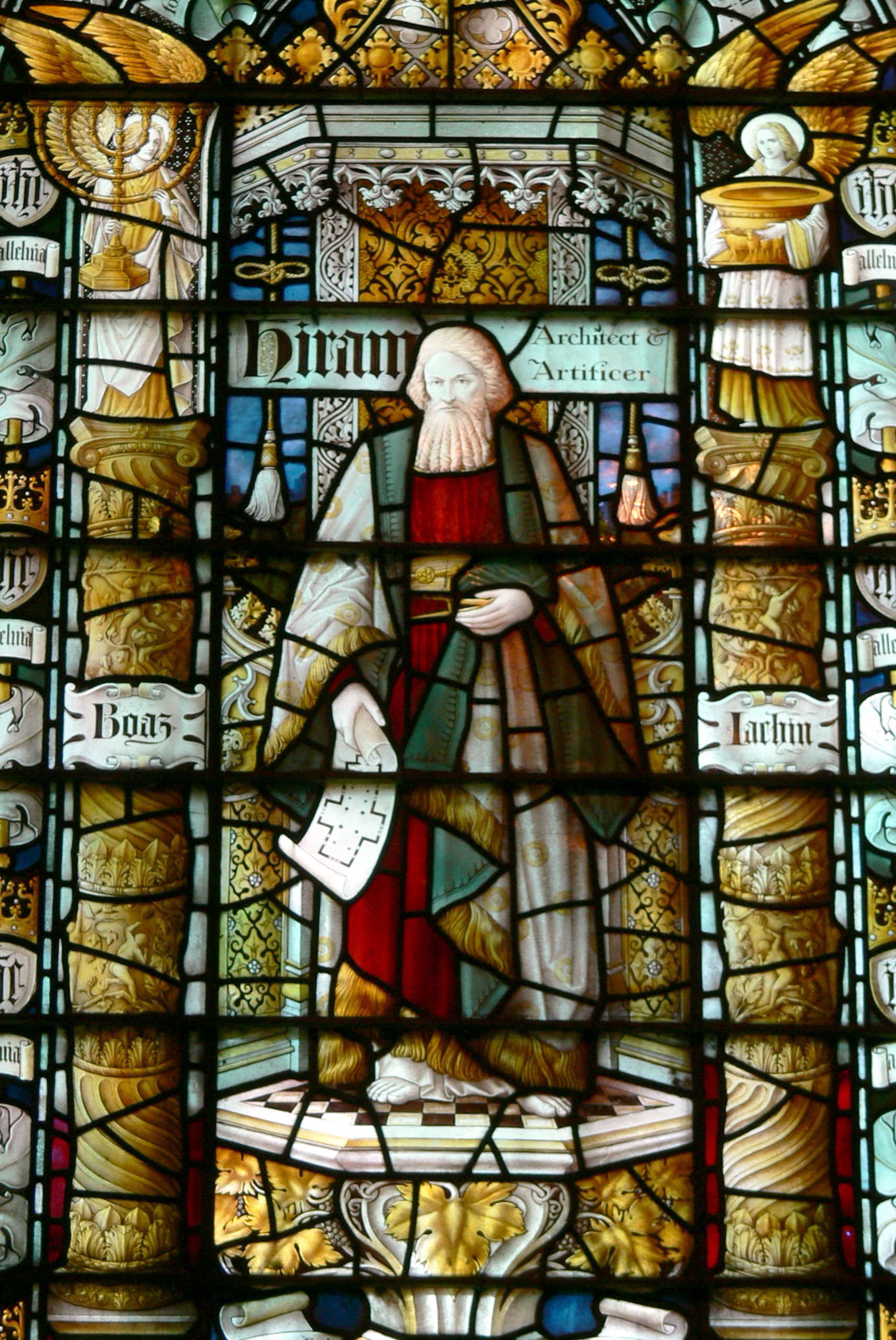
Hiram représenté entre les deux colonnes du temple, vitrail de St John's Church, Chester (Angleterre, 1900).

La Bible attribue le nom d'Hiram à deux personnages distincts :
- Hiram Ier, roi de Tyr (I Rois 5 et II Chroniques 2) qui confirme à Salomon le traité signé avec son père, le roi David et qui procure le bois nécessaire aux constructions[1] ;
- Hiram Abi (ou Abiff) (I Rois 7:13 et II Chroniques, 2) C'est le fils d'une veuve de la tribu de Nephthali, l'artisan bronzier qui érige les colonnes du temple (I Rois 7, 15-22). C'est lui qui est le personnage principal de la légende maçonnique et du 3e grade (Maître) en particulier[1].

La Bible mentionne aussi, à la même époque, un autre personnage au nom proche et qui apparaît dans certaines versions de la légende. Dénommé Adoniram, il est le collecteur des impôts du royaume d'Israël (I Rois 4:6; 5:14; 12:18, II Samuel 20:24).

## Premières mentions de la légende
Le premier document datable exposant de manière détaillée la légende d'Hiram est la divulgation intitulée « Masonry dissected » de 1730. Auparavant, le manuscrit « Graham » de 1726 témoigne déjà de l'existence d'une légende présentant plusieurs points communs avec la légende d'Hiram, mais c'est alors Noé qui y tient la place centrale. Il y est notamment question d'une perte consécutive à son décès ainsi que de la tentative de ses trois fils de relever son corps.
Les constitutions d'Anderson évoquent brièvement le personnage d'Hiram dans leur version de 1723. Elles lui accordent plus d'importance dans la seconde édition, en 1738. Entre-temps, en 1727, on voit apparaître dans le manuscrit Wilkinson le dialogue suivant : « La forme de la loge est un carré long. Pourquoi ? De la forme de la tombe du maître Hiram ».

## Invariants de la légende

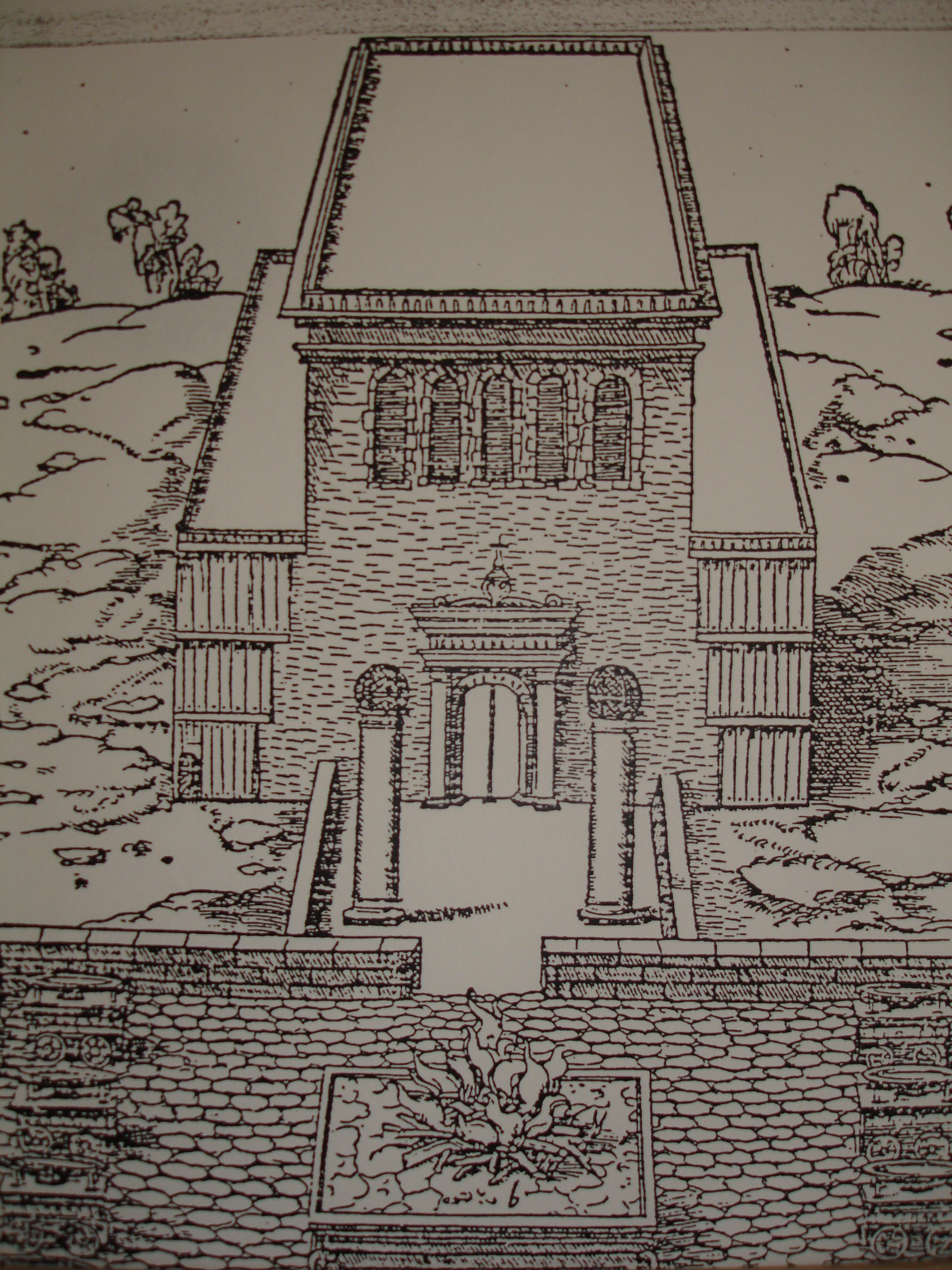
Gravure du Temple de Salomon par Francois Vatable.

Après son apparition au début du XVIIIe siècle, la légende d'Hiram sera contée avec de très nombreuses variantes selon les pays, les époques, les rites maçonniques, voire les auteurs. Mais il est toutefois possible d'y repérer un certain nombre d'éléments communs à la très grande majorité d'entre elles. Le cadre de la légende est le chantier du Temple de Salomon, avant la fin des travaux. Hiram en est l'architecte et possède un secret. Il inspecte régulièrement le chantier. Les ouvriers du chantier sont divisés en trois catégories qui ne sont pas celles données par la Bible mais celles des grades maçonniques : apprentis, compagnons et maîtres. Trois ouvriers criminels tentent d'extorquer son secret à Hiram sans attendre de le recevoir de manière régulière. Pour cela, ils se postent aux trois portes du Temple, chacun d'eux bloque successivement le passage à Hiram et exige qu'il révèle son secret mais à chaque fois Hiram refuse et cherche une autre issue. À chaque fois un des conjurés le frappe et le troisième coup est fatal. Les criminels emportent alors le corps hors du Temple et l'enfouissent. Salomon ordonne qu'on recherche le corps et il envoie pour ce faire un certain nombre de frères qui  retrouvent le corps d'Hiram grâce à un végétal, généralement l'acacia qui marque l'emplacement de la tombe. La découverte du corps donne lieu à une formule rituelle d'exclamation et ceux qui l'ont retrouvé retournent chercher Salomon. Celui-ci procède à l'exhumation du corps, qui après deux tentatives infructueuses est relevé au moyen des « cinq points parfaits de la maîtrise ». Il se produit à ce moment deux substitutions : le nouvel initié, qui avait joué le rôle d'Hiram pendant la cérémonie, remplace celui-ci, mais le secret d'Hiram en revanche n'est pas retrouvé : il est remplacé par un secret substitué, puis on enterre le corps avec les honneurs hors du commun. La légende d'Hiram en elle-même s'arrête ici, mais elle connaît des prolongements dans certains hauts grades maçonniques qui relatent notamment la manière dont les coupables seront punis et la manière dont le chantier du Temple de Salomon fut poursuivi par la suite.

## Principales variantes de la légende

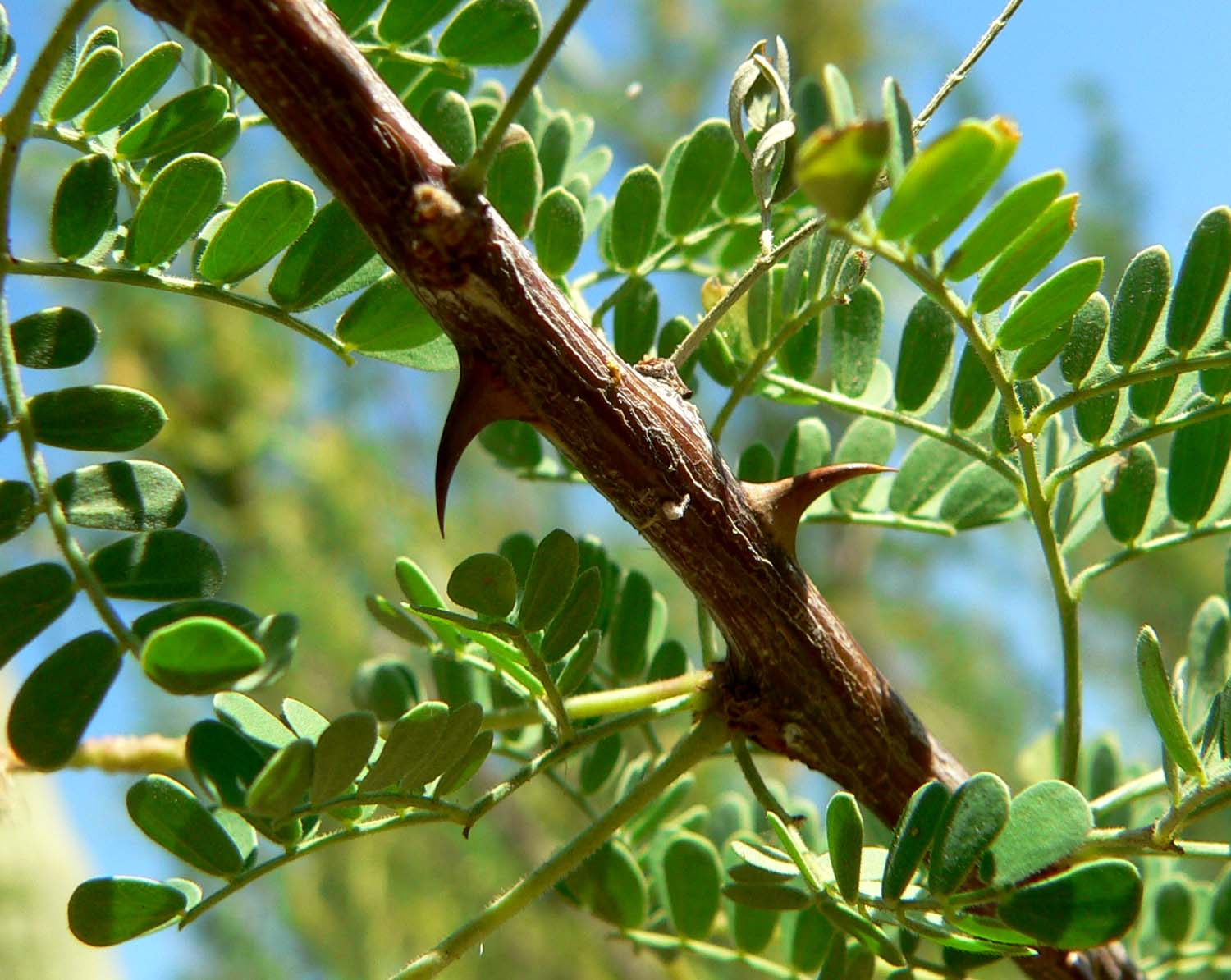
Branche d'acacia, mentionnée dans la légende. Il s'agirait plutôt de cassia, selon Masonry Disected.

Il existe en revanche des variantes importantes en ce qui concerne d'autres éléments de la légende. 

L'emplacement final du tombeau d'Hiram : « Dans le Saint des Saints » dans les premières versions de la légende, « aussi près du Saint des Saints que le permet la loi juive » dans des versions plus récentes, ou encore « dans l'enceinte des travaux », voire parfois « dans la chambre du milieu ». Certains rites n'abordent pas du tout cette question au grade de maître, ou seulement de manière très allusive.  La formule d'exclamation : « Muscus Domus Dei Gracia »  selon Masonry Disected, « Ah Seigneur ! Mon Dieu ! » dans certains rites. Le secret substitué : c'est toujours un mot, mais on en trouve d'assez nombreuses variantes, toujours en deux ou trois syllabes. Tous ces mots ont en commun le fait de n'appartenir à aucun lexique connu (sauf dans la version primitive du manuscrit Graham, avec l'expression « marrow in the bone »)) et de toujours contenir les lettres M et B, comme dans les rituels français du Marquis de Gages qui affirment en 1763 « Le mot est Mac Benac qui signifie « la chair quitte les os » ou « la chair est corrompue » ». Le végétal : c'est le plus souvent l'acacia, mais il s'agissait de cassia selon Masonry Disected. On trouve aussi des différences dans le  nom de l'architecte : généralement Hiram, mais on trouve Adoniram dans certains rituels français, ou encore au sujet des outils des malfaiteurs et l'emplacement des blessures (très nombreuses variantes). 
Le nombre des participants varie aussi selon les rites. Ceux qui recherchent l'architecte : quinze ou douze selon les rituels anglais, neuf dans certains textes d'origine française. Dans certaines variantes anglaises, les conjurés étaient quinze au départ, mais douze renoncèrent et allèrent confesser leurs regrets à Salomon. De nombreuses variantes existent sur les noms des conjurés : parfois Jubelo, Jubela, Jubelum, parfois Jubelos, Jubelas, Jubelum, parfois Giblos, Giblas, Gibloom, ou encore Jiblime, Jibelum, Jabelum, etc. Il s'agit toujours de formes dérivées du mot Giblim, présent dans les constitutions d'Anderson avec l'orthographe Ghiblim. Ce mot et son contexte d'utilisation semblent provenir de la Geneva Bible (1560) qui mentionne en note de marge de la traduction du verset de la Bible 1 Rois 5:32: « Le mot hébreu est Giblim, qui sont, dit-on, d'excellents maçons ». * Leur catégorie professionnelle : ils sont généralement compagnons, parfois apprentis, jamais maîtres. Les défauts symbolisés par les conjurés : souvent l'ignorance, le fanatisme et l'ambition, mais il existe de très nombreuses variantes.

## Dans la littérature et dans la musique classique
Quelques œuvres littéraires ou musicales, utilisent la légende d'Hiram, pour élaborer leur sujet ou interpréter certaines possibilités historiques de la légende. Tel un conte égyptien recopié sous la XIXe dynastie et intitulé La querelle d'Apophis et de Séqénenrê Taâ qui rapporte un échange curieux entre Apophis, souverain hyksôs de l'Égypte régnant depuis Avaris et le roi de Thèbes, que les auteurs Christopher Knight et Robert Lomas en 2005 interprètent librement dans leur livre La Clé d'Hiram.
Une transcription romanesque de cette légende, dans laquelle le personnage d'Hiram est remplacé par celui d'Adoniram, figure dans l'ouvrage Voyage en Orient de Gérard de Nerval.
On retrouve également la légende d'Hiram dans le roman de Christian Jacq, Maitre Hiram et le roi Salomon. Les éléments principaux de la légende maçonnique y apparaissent, à savoir la construction du temple de Salomon, Hiram assassiné par trois ouvriers souhaitant accaparer les secrets du maître d'œuvre, le corps emporté par les criminels, la tombe marquée d'un acacia, ainsi que l’enterrement de Maitre Hiram par Salomon sous le Saint des Saints de son temple. Dans ce roman, Hiram, de son nom égyptien Horemheb, y est présenté comme un architecte égyptien, détenteur des secrets d'Imhotep, qui construira le temple de Salomon en y incorporant les secrets des bâtisseurs de pyramides.
Un opéra méconnu de Charles Gounod : La reine de Saba utilise la légende d'Hiram pour l’écriture de son livret en cinq actes en s'appuyant sur la rencontre entre l’architecte du Temple et de la reine de Saba. Cet opéra maçonnique subit en son temps des critiques très sévères qui ne lui confèrent quasiment aucune postérité. Le livret s'inspirerait du récit de Gérard de Nerval intitulé La Reine du Matin et Soliman Prince des Génies publié dans Voyage en Orient.